# Wilczy Potok (dopływ Soły)
Wilczy Potok – potok, lewy dopływ Soły, a właściwie znajdującego się na niej Jeziora Żywieckiego.
Górna część zlewni potoku znajduje się w południowej części Grupy Magurki Wilkowickiej w Beskidzie Małym, dolna na Kotlinie Żywieckiej. Potok wypływa na wysokości około 524 m pod południowym stokiem szczytu Przysłop i spływa w kierunku południowym między dwoma grzbietami tego szczytu, cały czas w obszarze porośniętym lasem. Po opuszczeniu lasu wypływa na pokryty polami i zabudowaniami teren Kotliny Żywieckiej, tu zmienia kierunek na południowo-wschodni i na wysokości 340 m we wsi Zarzecze uchodzi do Jeziora Żywieckiego w wąskiej, wciętej w ląd zatoce. Płynie przez miejscowości Łodygowice, Bierna i Zarzecze (wszystkie w województwie śląskim, w powiecie żywieckim, w gminie Łodygowice).
Wzdłuż Wilczego Potoku prowadzi czerwony szlak turystyczny z Łodygowic do Międzybrodzia Bialskiego przez Rogacza.